# Kvalsundbroen
70°30′45″N 023°57′06″Ø / 70.51250°N 23.95167°Ø
Kvalsundbroen er en hængebro som krydser Kvalsundet mellem fastlandet og Kvaløya i Kvalsund kommune i Troms og Finnmark fylke i Norge. Broen blev åbnet i 1977 og er 741 meter lang. Hovedspændet er 525 meter. Tårnhøjden er 81 meter på Kvalsundsiden og 97 meter på Stallogargosiden. Gennemsejlingshøjden er 26 meter, og broen har i alt 11 spænd. Stålgitteret blev produceret/monteret i samarbejde mellem Alfred Andersen i Larvik og Erik Ruud i Oslo. Broen er en del af riksvei 94.
Kvalsundbroen blev lavet efter tegninger af Skjomen bro i Nordland. Afvigelser i bygningen gjorde hovedspændet nogle cm længere, og den blev dermed Norges længste indtil Skarnsundbroen åbnet i 1991. Broen blev betalt med bompenge, og var færdigbetalt efter de første 14 års brug.